# Gauchito Gil

Gauchito Gil auf einer Wandmalerei in Rosario

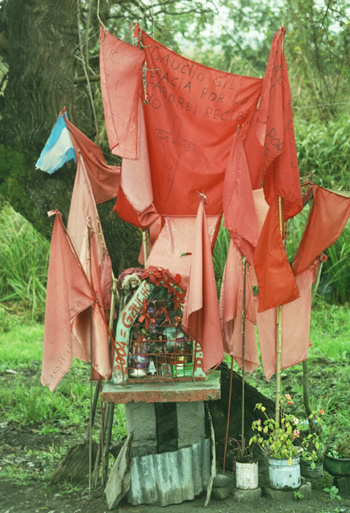
Typischer Straßenrandschrein für Gauchito Gil in Santiago del Estero

Gauchito-Gil-Altar bei San Salvador de Jujuy

Gauchito Gil (* um 1840 als Antonio Mamerto Gil Núñez in Mercedes in der Provinz Corrientes; † 8. Januar 1878) ist ein in Argentinien sehr populärer Volksheiliger, der zwar von der katholischen Kirche nie anerkannt wurde, aber Bestandteil der Volksfrömmigkeit vieler Argentinier ist. Übersetzt bedeutet Gauchito Gil so viel wie „kleiner Gaucho Gil“. Unter Guaraní-Sprechern in Argentinien ist Gauchito Gil als Curuzú Gil bekannt.

## Legende
Die Legenden um Gauchito Gils Leben widersprechen sich zum Teil, aber alle sagen aus, dass er ein Landarbeiter war, der wegen eines echten oder angeblichen Verhältnisses mit einer reichen Witwe in große Schwierigkeiten geriet (Die Brüder der Witwe waren gegen ihn, sowie ein Polizist, der auch die Witwe liebte). Um den Schwierigkeiten zu entgehen, schloss sich Gauchito Gil der Armee an und kämpfte im Tripel-Allianz-Krieg gegen die Streitkräfte Paraguays. Im späteren argentinischen Bürgerkrieg desertierte er, um nicht eigene Landsleute umbringen zu müssen, und versteckte sich im Wald. Nach manchen Legenden war er in dieser Zeit so etwas wie der argentinische Robin Hood – bestahl die Reichen und gab es den Armen. Als er schließlich doch gefangen wurde, hängte man ihn Kopf über an einen Mesquitenbaum und folterte ihn. Als der Henker ihn töten wollte, sagte Gauchito Gil, dass sein kranker Sohn gesund würde, wenn er zu ihm betete, andernfalls würde er sterben. Der Henker vollzog dennoch das Urteil und schnitt Gauchito Gil die Kehle durch. Als der Henker nach Hause kam, war sein Sohn sehr krank, er betete zu Gauchito Gil und sein Sohn wurde gesund. Der Henker baute dem Heiligen ein kleines Heiligtum (heute die Hauptpilgerstätte) und erzählte allen Leuten vom wundersamen Gauchito Gil.

## Heutige Verehrung
Heute wird Gauchito Gil nicht nur in seiner Heimatprovinz Corrientes verehrt, sondern eigentlich überall in Argentinien, vor allem aber in den Nachbarprovinzen im Osten und Nordosten des Landes, in Formosa, Chaco, Santa Fe und der Provinz Buenos Aires. Kleine Schreine mit roten Fahnen befinden sich an sehr vielen Orten in Argentinien am Rand von Landstraßen. Da Gauchito Gil als eine Art Patron von Auto-, Bus- und Lastwagenfahrern gilt, ist es üblich, zu hupen,
wenn man an einem Schrein vorbeifährt, um Gauchito Gil damit zu grüßen. Im Gegenzug hofft man auf eine unbeschwerliche und unfallfreie Reise. Außerdem gibt es Pilgerreisen zum Pilgerort in Corrientes, um den Heiligen um einen Gefallen zu bitten. An seinem Todestag, dem 8. Januar, findet ein großes Fest zu seinen Ehren statt, an dem getrunken, gesungen und getanzt wird.